# Wolfe County
Bell County je okres ve státě Kentucky v USA. K roku 2010 zde žilo 7 355 obyvatel. Správním městem okresu je Campton. Celková rozloha okresu činí 577 km².

## Sousední okresy
| Růžice kompasu | Powell County | Menifee County | Morgan County    | Růžice kompasu |
| Růžice kompasu |               | Sever          | Magoffin County  | Růžice kompasu |
| Růžice kompasu | Wolfe County  |                | Magoffin County  | Růžice kompasu |
| Růžice kompasu | Jih           |                | Magoffin County  | Růžice kompasu |
| Růžice kompasu | Lee County    |                | Breathitt County | Růžice kompasu |